# College (30 Rock)
"College" é o oitavo episódio da quinta temporada da série de televisão de comédia de situação norte-americana 30 Rock, e o 88.° da série em geral. Foi realizado por Don Scardino, que também assumia a função de produtor, e teve o seu enredo escrito pela dupla Josh Siegal e Dylan Morgan, que era responsável pela co-produção da temporada. A sua transmissão original nos Estados Unidos ocorreu através da rede de televisão National Broadcasting Company (NBC) na noite de 18 de Novembro de 2010. Diversos atores fizeram uma participação especial no episódio, incluindo Daniel Sunjata, Samrat Chakrabarti, e Raymond McNally.
No episódio, Liz Lemon (interpretada por Tina Fey) participa de um jogo organizado pela equipa do TGS with Tracy Jordan. Após ganhar o prémio, ela decide partilhá-lo de modo a cair nas boas graças deles, mas isto acaba por lhe sair pela culatra. Entretanto, os argumentistas do TGS descobrem que o executivo Jack Donaghy (Alec Baldwin) é a voz de um dicionário online e usam isso para pregar uma partida nele usando o produtor Pete Hornberger (Scott Adsit). Ao mesmo tempo, por sua vez, Jack apercebe-se que, na sua ausência como diretor, a divisão de micro-ondas da KableTown se estava a sair muito bem naquele trimestre.
Em geral, os críticos especialistas em televisão do horário nobre receberam "College" com opiniões mistas. Embora tenha sido visto como divertido, o episódio foi visto como uma parte mais fraca em comparação com os episódios mais fortes da temporada, com alguns dos analistas achando que repetiu temas familiares. Muitos resenhistas apreciaram a trama de Jack por permitir a Alec Baldwin brilhar, porém, condenaram a tentativa de Liz de reviver a sua popularidade na faculdade, uma trama descrita como repetitiva e previsível, embora tenha sido bem-humorada para alguns. Além disso, os críticos não reagiram positivamente à mudança de Jenna para uma personagem mais razoável e sentiram que as personagens secundárias acrescentaram diversão, mas tiveram menos impacto.

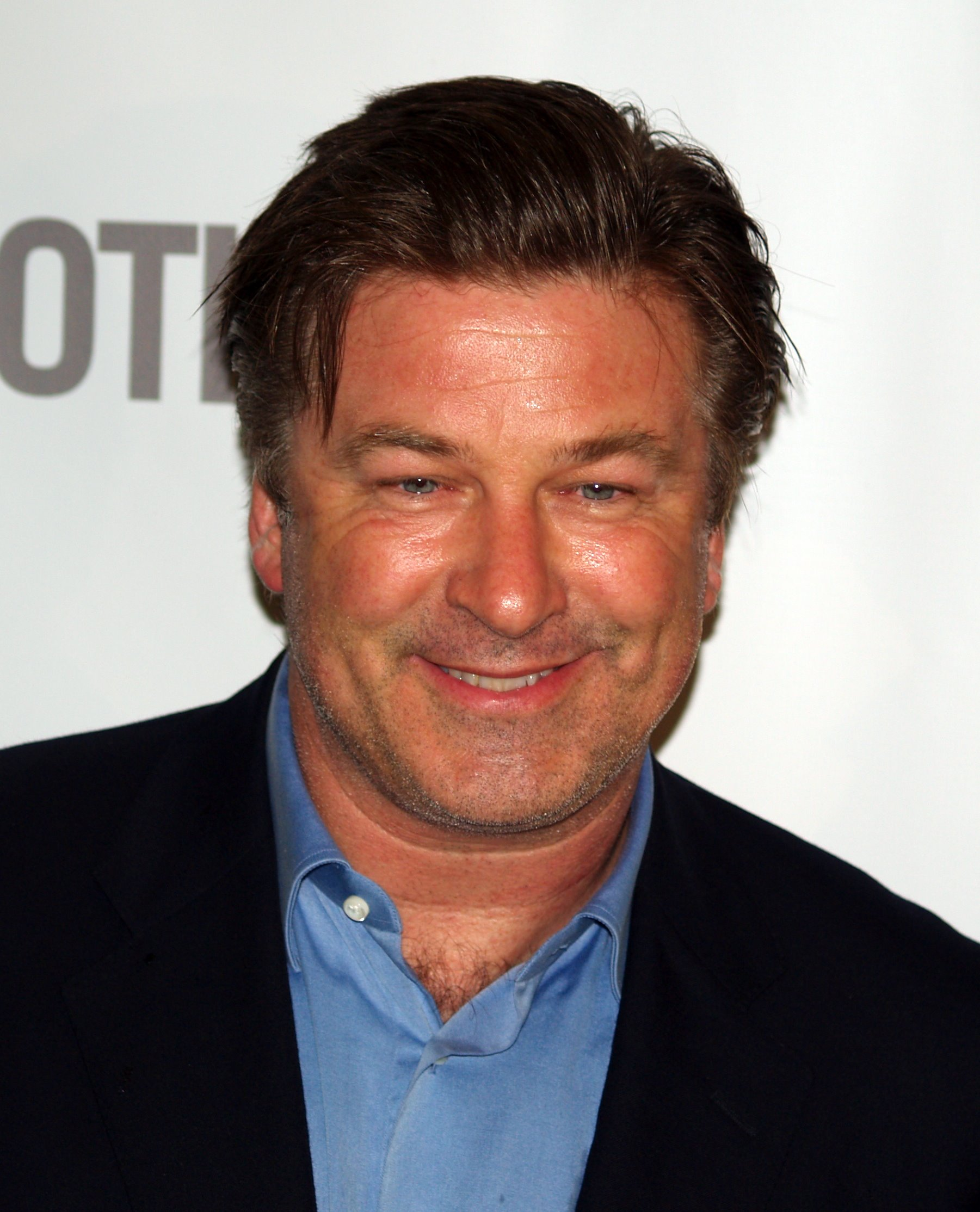
O desempenho e trama de Alec Baldwin foram amplamente enaltecidos pelos críticos.

De acordo com os dados publicados pelo sistema de mediação de audiências Nielsen Ratings, "College" foi assistido por uma média de 5 milhões e 112 mil agregados familiares durante a sua transmissão original norte-americana, e foi-lhe atribuída a classificação de 2,2 e seis de share entre os telespectadores pertencentes ao perfil demográfico dos 18 aos 49 anos de idade. O episódio destacou-se especialmente entre os jovens adultos de 18-34 anos e homens desta faixa etária.

## Produção e desenvolvimento
"College" é o oitavo episódio da quinta temporada de 30 Rock. A realização do episódio ficou sob a responsabilidade de Don Scardino, um dos produtores do seriado, enquanto o seu enredo foi redigido pela dupla Josh Siegal e Dylan Morgan, que eram ainda responsáveis pela co-produção da temporada. Para Scardino, esta foi a sua 32.ª vez a trabalhar na realização de um episódio da série, estendendo o seu recorde do realizador com a maior quantidade de episódios de 30 Rock realizados. Para Siegal e Morgan, foi a sua terceira vez a trabalhar no guião de um episódio. As filmagens para este episódio aconteceram a 20 de Outubro de 2010 nos Estúdios Silvercup em Manhattan, Cidade de Nova Iorque.
Judah Friedlander, intérprete do argumentista Frank Rossitano em 30 Rock, é conhecido pela sua coleção de chapéus de camionista adornados com vários slogans, frases e palavras. Esta caraterística não é apenas um adereço aleatório, mas sim uma parte integrante da personalidade de Frank e do humor da série. Segundo Friedlander, ele desenha e cria estes chapéus pessoalmente, tendo originado chapéus suficientes para usar um diferente em cada cena de 30 Rock, o que se traduz em cerca de três chapéus por episódio. O conteúdo dos chapéus de Frank reflete frequentemente a sua personalidade sarcástica, interesses peculiares ou referências à cultura popular. Alguns exemplos notáveis incluem erros ortográficos, frases nostálgicas e afirmações bizarras que dão uma ideia do carácter de Frank antes mesmo de ele falar. Ocasionalmente, os chapéus são incorporados no enredo, acrescentando uma camada extra de comédia. A personalidade de Friedlander na vida real também envolve o uso de chapéus semelhantes durante as suas atuações de comédia stand-up. Muitas vezes, ostenta nesses chapéus títulos ou capacidades ultrajantes, como "Campeão do Mundo" em diversas línguas, o que contrasta humoristicamente com o seu comportamento descontraído. Em "College", Frank usa bonés que leem "Full Tank", "Speed Glue" e "Cream Sauce." Além disso, Frank usa uma camiseta com a estampa "Spin New York," o nome de um clube de pingue-pongue em Manhattan. Friedlander anfitriou a festa de lançamento do seu livro How to Beat Up Anybody: An Instructional and Inspirational Karate Book by the World Champion naquele estabelecimento em Outubro de 2010.

## Enredo
Quando Liz Lemon (Tina Fey) ganha a lotaria de USD 1000, organizada pela equipa do TGS with Tracy Jordan, enfrenta as duras críticas dos seus colegas menos bem pagos e tenta remediar a situação oferecendo bebidas a todos num bar. A sua generosidade granjeia-lhe o respeito da equipa e recorda-lhe de uma altura do seu primeiro ano na faculdade em que tinha sido momentaneamente popular entre os seus pares. À medida que as tentativas de Liz para se manter na moda se tornam cada vez mais descontroladas, Jenna Maroney (Jane Krakowski) e Tracy Jordan (Tracy Morgan) avisam-na contra a sua cruzada, argumentando que ela nunca esteve destinada a ser uma das populares. Enquanto Jenna era a loira boazona e Tracy era o cromo que se apercebeu que era atraente, Liz era a assistente residente que coordena actividades e tem de fazer com que as regras sejam cumpridas.
Entretanto, Jack Donaghy (Alec Baldwin) faz uma visita à divisão de microondas da General Electric (GE), da qual ele é presidente, e faz a surpreendente descoberta de que eles atingiram o seu trimestre de vendas mais elevado sem qualquer contributo ativo seu. Desiludido com a sua aparente falta de influência no sucesso da marca, ele convence o estagiário Kenneth Parcell (Jack McBrayer) a tentar encontrar uma falha no novo microondas aparentemente perfeito da empresa. Kenneth tenta dissuadir-lhe disto e aconselha-o a seguir em frente com a sua vida, mas falha. Porém, Jack se apercebe mais tarde que a sua influência na empresa está a diminuir quando o microondas avariado lhe informa que está na altura de se ir embora.
Ao mesmo tempo, os argumentistas do TGS — Frank Rossitano (Judah Friedlander), James "Toofer" Spurlock (Keith Powell) e John D. Lutz (John Lutz) — descobrem que Jack tinha sido a voz de um programa de inglês americano perfeito chamado Pronouncify.com quando andava na faculdade e decidem enganar Pete Hornberger (Scott Adsit), fazendo-o acreditar que Jack quer ser seu amigo. Usando o serviço, eles se fazem passar por Jack e convidam Pete ao escritório dele para passarem tempo juntos. No final do episódio, Liz acaba por se tornar novamente impopular entre a equipa e acaba por aceitar que é assim que as coisas devem ser. Da mesma forma, Jack aceita que não precisa de ter um envolvimento direto com a marca de microondas. Entretanto, o plano dos argumentistas sai pela culatra quando Jack não só retribui a amizade de Pete, como também se vinga dos seus colegas de trabalho por o terem tentado envergonhar.

## Referências culturais

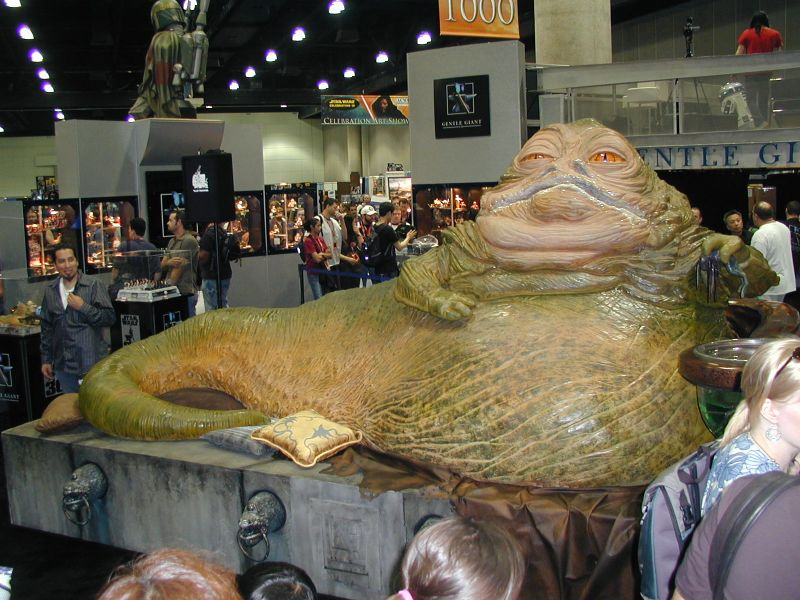
Jabba the Hutt foi mencionado em "College."